# Henry Wardlaw
Henry Wardlaw est un prélat écossais né vers 1365 mort le 6 avril 1440. Évêque de St Andrews de 1403 à sa mort, il est le fondateur et le premier chancelier de l'université de St Andrews.

## Biographie
Né vers 1365, Henry Wardlaw est le neveu de Walter Wardlaw, évêque de Glasgow nommé cardinal par le pape d'Avignon Clément VII en 1383. Dès 1378, son oncle sollicite pour lui un titre de chanoine à Glasgow. Il poursuit des études à l'université de Paris, décrochant son baccalauréat ès lettres en 1385, puis à Orléans et à Avignon. Il obtient un doctorat en droit canon au plus tard en septembre 1403.
Grâce à ses liens familiaux, Wardlaw obtient plusieurs bénéfices ecclésiastiques dans les diocèses de Glasgow, de Moray et d'Aberdeen. Après la mort de son oncle, en 1387, il bénéficie de la protection du roi Robert II et reste présent à la cour d'Avignon. Il est nommé évêque de St Andrews par l'antipape Benoît XIII le 10 septembre 1403, supplantant Gilbert de Greenlaw, le candidat du duc d'Albany Robert Stuart et du chapitre de la cathédrale de St Andrews. Son sacre se déroule à une date inconnue entre le 21 septembre et le 4 octobre de la même année. 
Durant son épiscopat, Wardlaw participe à l'éducation du futur roi Jacques Ier. En butte à l'hostilité du duc d'Albany, il se rapproche de ses adversaires politiques, notamment le comte des Orcades Henry Sinclair. À la mort du roi Robert III, en 1406, le duc d'Albany devient régent du royaume, ce qui réduit l'influence politique de Wardlaw et de ses alliés. L'évêque se consacre donc principalement à son diocèse dans les années qui suivent. Il poursuit les travaux de rénovation de la cathédrale de St Andrews entamés par ses prédécesseurs à la suite d'un incendie survenu en 1378 et fait construire un pont à Guardbridge pour faciliter les voyages des pèlerins.
En février 1411, l'évêque promulgue la charte de fondation de l'université de St Andrews, confirmée par une bulle de Benoît XIII du 28 août 1413. Son objectif avoué est de servir de rempart contre l'hérésie. Wardlaw en devient le premier chancelier. Ayant contribué à la libération de Jacques Ier, prisonnier en Angleterre depuis 1406, il préside à son sacre le 21 mai 1424 à Scone. Il n'apporte pas un soutien inconditionnel au nouveau roi, refusant notamment de s'aligner à ses côtés lorsqu'il s'oppose à la papauté. Jacques réagit en se mêlant des affaires de l'université de St Andrews, qu'il menace de déplacer à Perth.
Henry Wardlaw meurt au château de St Andrews le 6 avril 1440. Il est inhumé en la cathédrale de St Andrews.